# Jacques Dufresne (sculpteur)
 (septembre 2021).
Pour les articles homonymes, voir Jacques Dufresne et Dufresne.
Jacques-Pierre Dufresne est un sculpteur né à Paris en 1922 et mort en 2014. Avec ses amis peintres Jacques Busse, Jean-Marie Calmettes, Jean Cortot et Michel Patrix, il a fondé le Groupe de l'échelle. Ses ateliers furent au 13, villa Brune, puis au 83, rue de la Tombe-Issoire à Paris. Il a notamment réalisé des nus en fer ou en bronze et des meubles-sculptures en bronze. Ils sont souvent signés du simple monogramme JD. Une de ses œuvres est conservée au Musée national d'Art moderne.